# Gymnastique artistique aux Jeux olympiques d'été de 2024 - concours général individuel femmes
Cet article traite de l'épreuve féminine. Pour la compétition masculine, voir Gymnastique artistique aux Jeux olympiques d'été de 2024 - concours général individuel hommes.
Pour un article plus général, voir Gymnastique aux Jeux olympiques d'été de 2024.
Navigation
Tokyo 2020 Los Angeles 2028
Le concours général individuel féminin en gymnastique artistique aux Jeux olympiques d'été de 2024 à Paris en France se déroule les 27 juillet et 1er août 2024 au Palais omnisports de Paris-Bercy.

## Médaillées
| Or                 | Argent               | Bronze           |
| Simone Biles (USA) | Rebeca Andrade (BRA) | Sunisa Lee (USA) |

## Programme
| Date              | Horaire | Manche         |
| ----------------- | ------- | -------------- |
| Samedi 27 juillet | 11 h 00 | Qualifications |
| Jeudi 1er août    | 18 h 15 | Finale         |

## Résultats détaillés
Les 24 premières gymnastes sont qualifiées (Q), dans la limite de deux par CNO. Au cas où il y aurait plus de deux gymnastes du même CNO, la moins bien classée d'entre elles ne serait pas qualifiée et sa place serait attribuée à une réserviste (R).
| Rang | Nom                               | Barres asymétriques | Poutre | Saut   | Sol    | Total  | Qualification |
| ---- | --------------------------------- | ------------------- | ------ | ------ | ------ | ------ | ------------- |
| 1    | Simone Biles (USA)                | 14.433              | 14.733 | 15.800 | 14.600 | 59.566 | Q             |
| 2    | Rebeca Andrade (BRA)              | 14.400              | 14.500 | 14.900 | 13.900 | 57.700 | Q             |
| 3    | Sunisa Lee (USA)                  | 14.866              | 14.033 | 14.133 | 13.100 | 56.132 | Q             |
| 4    | Jordan Chiles (USA)               |                     |        |        |        |        | NQ            |
| 5    | Kaylia Nemour (ALG)               |                     |        |        |        |        | Q             |
| 6    | Manila Esposito (ITA)             |                     |        |        |        |        | Q             |
| 7    | Alice D'Amato (ITA)               |                     |        |        |        |        | Q             |
| 8    | Qiyuan Qiu (CHN)                  |                     |        |        |        |        | Q             |
| 9    | Elsabeth Black (CAN)              |                     |        |        |        |        | Q             |
| 10   | Rina Kishi (JPN)                  |                     |        |        |        |        | Q             |
| 11   | Flavia Saraiva (BRA)              |                     |        |        |        |        | Q             |
| 12   | Yushan Ou (CHN)                   |                     |        |        |        |        | Q             |
| 13   | Elisa Iorio (ITA)                 |                     |        |        |        |        | NQ            |
| 14   | Ruby Pass (AUS)                   |                     |        |        |        |        | Q             |
| 15   | Helen Kevric (GER)                |                     |        |        |        |        | Q             |
| 16   | Ana Barbosu (ROU)                 |                     |        |        |        |        | Q             |
| 17   | Haruka Nakamura (JPN)             |                     |        |        |        |        | Q             |
| 18   | Filipa Martins (POR)              |                     |        |        |        |        | Q             |
| 19   | Mana OKAMURA (JPN)                |                     |        |        |        |        | NQ            |
| 20   | Jade Barbosa (BRA)                |                     |        |        |        |        | NQ            |
| 21   | Naomi Visser (NED)                |                     |        |        |        |        | Q             |
| 22   | Bettina Lili Czifra (HUN)         |                     |        |        |        |        | Q             |
| 23   | Amalia Ghigoarta (ROU)            |                     |        |        |        |        | Q             |
| 24   | Georgia-Mae Fenton (GBR)          |                     |        |        |        |        | Q             |
| 25   | Sarah Voss (GER)                  |                     |        |        |        |        | Q             |
| 26   | Ava Stewart (CAN)                 |                     |        |        |        |        | Q             |
| 27   | Kohane Ushioku (JPN)              |                     |        |        |        |        | NQ            |
| 28   | Alice Kinsella (GBR)              |                     |        |        |        |        | Q             |
| 29   | Aurélie Tran (CAN)                |                     |        |        |        |        | NQ            |
| 30   | Luisa Blanco (COL)                |                     |        |        |        |        | Q             |
| 31   | Lihie Raz (ISR)                   |                     |        |        |        |        | R1            |
| 32   | Lieke Wevers (NED)                |                     |        |        |        |        | R2            |
| 33   | Mélanie de Jesus dos Santos (FRA) |                     |        |        |        |        | R3            |
| 34   | Georgia-Rose Brown (NZL)          |                     |        |        |        |        | R4            |
| 35   | Laura Casabuena (ESP)             |                     |        |        |        |        | NQ            |
| 36   | Alba Petisco (ESP)                |                     |        |        |        |        | NQ            |
| 37   | Maellyse Brassart (BEL)           |                     |        |        |        |        | NQ            |
| 38   | Ruby Evans (GBR)                  |                     |        |        |        |        | NQ            |
| 39   | Lena Bickel (SUI)                 |                     |        |        |        |        | NQ            |
| 40   | Levi Ruivivar (PHI)               |                     |        |        |        |        | NQ            |
| 41   | Emma Malabuyo (PHI)               |                     |        |        |        |        | NQ            |
| 42   | Tisha Volleman (NED)              |                     |        |        |        |        | NQ            |
| 43   | Alexa Moreno (MEX)                |                     |        |        |        |        | NQ            |
| 44   | Hillary Heron (PAN)               |                     |        |        |        |        | NQ            |
| 45   | Ana Pérez (ESP)                   |                     |        |        |        |        | NQ            |
| 46   | Sona Artamonova (CZE)             |                     |        |        |        |        | NQ            |
| 47   | Aleah Finnegan (PHI)              |                     |        |        |        |        | NQ            |
| 48   | Morgane Osyssek-Reimer (FRA)      |                     |        |        |        |        | NQ            |
| 49   | Anna Lashchevska (UKR)            |                     |        |        |        |        | NQ            |
| 50   | Lilia Cosman (ROU)                |                     |        |        |        |        | NQ            |
| 51   | Emma Nedov (AUS)                  |                     |        |        |        |        | NQ            |
| 52   | Solyi (KOR)                       |                     |        |        |        |        | NQ            |
| 53   | Lynnzee Brown (HAI)               |                     |        |        |        |        | NQ            |
| 54   | Ahtziri Sandoval (MEX)            |                     |        |        |        |        | NQ            |
| 55   | Lucija Hribar (SLO)               |                     |        |        |        |        | NQ            |
| 56   | Yunseo Lee (KOR)                  |                     |        |        |        |        | NQ            |
| 57   | Charlize Moerz (AUT)              |                     |        |        |        |        | NQ            |
| 58   | Jana Mahmoud (EGY)                |                     |        |        |        |        | NQ            |
|      | Natalia Escalera (MEX)            | 12.800              | DNS    | DNS    | DNS    | DNF    | DNF           |
|      | Caitlin Rooskrantz (RSA)          | 13.733              | 11.333 | DNS    | 10.866 | DNF    | DNF           |

| Légende :                                          | Légende :                                                    | Légende :                      |
| -------------------------------------------------- | ------------------------------------------------------------ | ------------------------------ |
| - Q = Qualifié - DNS (Did Not Start) = Non partant | - NQ = Non Qualifié - DNF (Did Not Finish) = N'a pas terminé | - R1, R2, R3, R4 = Remplaçants |

| Rang                                | Nom                       | Barres asymétriques | Poutre | Saut | Sol | Total |
| ----------------------------------- | ------------------------- | ------------------- | ------ | ---- | --- | ----- |
| Médaille d'or, Jeux olympiques      | Simone Biles (USA)        |                     |        |      |     |       |
| Médaille d'argent, Jeux olympiques  | Rebeca Andrade (BRA)      |                     |        |      |     |       |
| Médaille de bronze, Jeux olympiques | Sunisa Lee (USA)          |                     |        |      |     |       |
| 4                                   | Alice D'Amato (ITA)       |                     |        |      |     |       |
| 5                                   | Kaylia Nemour (ALG)       |                     |        |      |     |       |
| 6                                   | Elsabeth Black (CAN)      |                     |        |      |     |       |
| 7                                   | Qiyuan Qiu (CHN)          |                     |        |      |     |       |
| 8                                   | Helen Kevric (GER)        |                     |        |      |     |       |
| 9                                   | Flavia Saraiva (BRA)      |                     |        |      |     |       |
| 10                                  | Naomi Visser (NED)        |                     |        |      |     |       |
| 11                                  | Rina Kishi (JPN)          |                     |        |      |     |       |
| 12                                  | Alice Kinsella (GBR)      |                     |        |      |     |       |
| 13                                  | Ruby Pass (AUS)           |                     |        |      |     |       |
| 14                                  | Manila Esposito (ITA)     |                     |        |      |     |       |
| 15                                  | Haruka Nakamura (JPN)     |                     |        |      |     |       |
| 16                                  | Yushan Ou (CHN)           |                     |        |      |     |       |
| 17                                  | Ana Barbosu (ROU)         |                     |        |      |     |       |
| 18                                  | Georgia-Mae Fenton (GBR)  |                     |        |      |     |       |
| 19                                  | Ava Stewart (CAN)         |                     |        |      |     |       |
| 20                                  | Filipa Martins (POR)      |                     |        |      |     |       |
| 21                                  | Bettina Lili Czifra (HUN) |                     |        |      |     |       |
| 22                                  | Amalia Ghigoarta (ROU)    |                     |        |      |     |       |
| 23                                  | Luisa Blanco (COL)        |                     |        |      |     |       |
| 24                                  | Sarah Voss (GER)          |                     |        |      |     |       |